# KingNet國家網路醫藥
KingNet國家網路醫藥，前身為KingNet歡樂網路王國的子網站「KingNet國家網路醫院」。是臺灣線上醫療諮詢平臺，由醫事人員在醫療、護理、藥劑、復健等議題上，答覆民眾或發布衛教文章。因此，該網站醫療訊息可供從業人員，或圖書館線上引用參考；其病理資訊網站模式亦列入研究、甚至仿效。

## 沿革
1996年9月，創辦人甘明又利用其弟網路才能，架設KingNet網站；翌年設立公司管理，以虛擬國家形式成立KingNet歡樂網路王國，網路社群內有各種不同主題網站，希望建立一個網路烏托邦。1998年10月，在甘明又逐一親自向相關醫師拜訪下，推出醫療主題網站KingNet國家網路醫院，免費提供線上醫療第二意見（Second Opinion）服務，也曾設院長一職，先後由曾志仁、張昭雄擔任。 
歷經網路泡沫後，KingNet國家網路醫院發展有成。2006年，在其體系下增設藥物檢索系統KingNet國家網路藥典。2009年底，網站入口名稱改為KingNet健康歡樂王國，以KingNet國家網路醫院為主體。2015年，KingNet國家網路醫院獨立成立威利生醫科技，經營並取代KingNet歡樂網路王國，承繼其歷史及網域。
2016年4月，網站更改為現名；之後威利生醫科技易主，納入威剛科技旗下。

## 外部連結
- 官方网站（页面存档备份，存于）[][][]